# Morąg (gmina)
Morąg est une gmina mixte du powiat de Ostróda, Varmie-Mazurie, dans le nord de la Pologne. Son siège est la ville de Morąg, qui se situe environ 25 km au nord d'Ostróda et 41 km à l'ouest de la capitale régionale Olsztyn.
La gmina couvre une superficie de 310,55 km2 pour une population de 24 886 habitants.

## Géographie
Outre la ville de Morąg, la gmina inclut les villages d'Anin, Antoniewo, Bartężek, Białka, Bogaczewo, Borzymowo, Bożęcin, Bramka, Chojnik, Dobrocinek, Dury, Dworek, Gubity, Gulbity, Jędrychówko, Jurecki Młyn, Jurki, Kadzianka, Kamionka, Kępa Kalnicka, Kretowiny, Królewo, Kruszewnia, Kudypy, Łączno, Lubin, Lusajny Małe, Maliniak, Markowo, Morzewko, Niebrzydowo Małe, Niebrzydowo Wielkie, Nowy Dwór, Obuchowo, Piłąg, Plebania Wólka, Prętki, Prośno, Raj, Rogowo, Rolnowo, Ruś, Silin, Słonecznik, Stabuniki, Strużyna, Szczuplinki, Szymanowo, Tątławki, Wenecja, Wilnowo, Wola Kudypska, Worytki, Woryty Morąskie, Żabi Róg, Zawroty, Zbożne, Złotna et Zwierzyniec.
La gmina borde les gminy de Godkowo, Łukta, Małdyty, Miłakowo, Miłomłyn, Pasłęk et Świątki.